# Otton III de Bourgogne
Otton VIII d'Andechs, né vers 1208 et mort le 19 juin 1248 à Niesten en Franconie, dit aussi Otton II de Méranie et Otton III de Bourgogne, est un prince de la maison d'Andechs, fils du comte Otton VII et de Béatrice II de Bourgogne. Il fut duc de Méranie et comte palatin de Bourgogne de 1234 jusqu'à sa mort.

## Biographie
Otton est le seul fils d'Otton VII d'Andechs (mort en 1234), duc de Méranie, et de sa première épouse Béatrice de Hohenstaufen (morte en 1231), fille du comte Otton Ier de Bourgogne ; par son mariage, son père est devenu comte palatin de Bourgogne. Sa sœur Agnès se marie au duc Frédéric II d'Autriche puis au duc Ulrich III de Carinthie.
En 1226 déjà, il était fiancé à Blanche, fille aînée du comte Thibaud IV de Champagne ; néanmoins, ce mariage n'a jamais eu lieu. Otton VIII succède à son père qui meurt le 7 mai 1234 comme souverain de Méranie et de Bourgogne. Dans les premières années, il est placé sous la tutelle de son oncle l'évêque Egbert de Bamberg et du comte Albert III de Tyrol. 
En 1239, il a officiellement reconnu les droits de ville d'Innsbruck. La suprématie sur le comté de Bourgogne a été temporairement mis à la disposition du duc Hugues IV de Bourgogne contre paiement d'un montant raisonnable. En Bavière, des litiges prolongés avec le duc Otton II ont entraîné la perte des pays d'origine de la famille autour d'Andechs et Diessen. Dans la lutte du sacerdoce et de l'Empire, Otton est un partisan de la maison de Hohenstaufen et de l'empereur Frédéric II comme son père ; il a toutefois changé d'avis après le concile de Lyon en 1245.
Il décède sans héritier en 1248, à l'âge de 40 ans, et fut enterré dans l'abbaye de Langheim. La lignée directe des comtes et ducs de Méranie s'éteint et leurs territoires restants en Franconie sont entièrement annexés par l'évêché de Bamberg . Sa sœur cadette Adélaïde lui succède en tant que comtesse de Bourgogne à l'âge de 39 ans, avec son mari Hugues de Chalon et avec son beau-père, le comte Jean Ier de Chalon, régent du comté de Bourgogne jusqu'en 1267. Le dernier comte d'Andechs, Berthold V, patriarche d'Aquilée, meurt en 1251.